# Icikas Demba
Icikas Dembas (ur. 1901 w Pompianach, zm. 1983 w Wilnie) – litewski komunista żydowskiego pochodzenia, funkcjonariusz NKWD i NKGB, poseł na Sejm Ludowy Litwy i do Rady Najwyższej Litewskiej SRR (1940–1947). 

## Życiorys
W 1927 ukończył wyższą szkołę techniczną w Kownie. W młodości związany był z ruchem syjonistycznym, w latach 1924–1928 należał do organizacji Poalej Syjon. Aresztowany w 1928, po wyjściu z więzienia wstąpił do Komunistycznej Partii Litwy. W latach 1934–1940 ponownie represjonowany i więziony w Szawlach. W 1940 podjął pracę w NKWD w Kownie, początkowo jako pracownik administracyjny. Po wybuchu wojny radziecko-niemieckiej ewakuował się do Penzy, gdzie kontynuował pracę w służbach. W 1942 mianowano go politrukiem w 16 Dywizji Litewskiej Armii Czerwonej. W 1944 przez krótki okres był związany z komórką NKGB w Pawłowie Posadzie, po powrocie na Litwę pracował w Wilnie – najpierw w służbach (1944–1946), później w administracji publicznej. 
Za sobą miał również karierę parlamentarną – w czerwcu 1940 wybrano go posłem z okręgu Poniewież w tzw. wyborach do Sejmu Ludowego Litwy. Po inkorporacji Litwy do ZSRR wchodził przez kilka lat w skład Rady Najwyższej Litewskiej SRR (1940–47).